# Попович, Богдан
Богдан Попович (1 января 1864, Белград —  7 ноября 1944, Белград) — сербский литературный критик и публицист, профессор Белградского университета, академик. Брат — Павле Попович, дед по материнской линии — Стефан Маркович.

## Биография
Завершив обучение в Белградской высшей школе и на философском факультете Парижского университета. В 1893 году стал профессором Школы, которую сам и окончил, а в 1905 году, когда Белградская высшая школа была преобразована в университет, — профессором Университета. Преподавал французский язык, общую историю, сравнительное литературоведение, теорию литературы и эстетику. С 1914 года — действительный член Сербской академии наук и искусств.
Литературой он начал заниматься рано, уже в двадцать лет. Однако самое главное, что он сделал, — это запустил самый важный и, безусловно, лучше всего редактируемый журнал — «Сербский литературный вестник», который начал издаваться в начале прошлого века. За первые 14 лет издания этот журнал закрепил определенные представления о литературных образцах для подражания как у писателей, так и у рядовых читателей по самым общим, но своеобразным меркам.
Инициировал создание ПЕН-клуба, Общества живых языков и литературы, Collegium musicum, Общества друзей Франции. В своей критической работе он относительно мало писал о сербских писателях, хотя считался самым важным литературным критиком. Его отношение к сербской литературе наиболее заметно в «Антологии новой сербской лирики», которая была впервые опубликована в Загребе в 1911 году, а затем в Белграде в 1912 году. Антология отличается хорошим предисловием, строгим подбором песен и их аранжировкой. В эту часть вошли песни исполнителей от Бранко Радичевича до Йована Дучича. Однако антологию критикуют за то, что в нее не вошли некоторые из самых важных поэтов той эпохи, например, Владислав Петкович.
Известен как первая любовь Драги Обренович. Они часто встречались в писательском клубе, куда наведывалась Драга. Однако желания родителей Драги уведут ее далеко от Поповича.
Он также занимался художественной критикой. С 1922 года он регулярно появлялся в «Политике» со статьями в области литературы и, в меньшей степени, искусствоведения, а также эссе. Он воспитывал позитивистскую критику, отстаивая идеалы «изящества и утонченности вкуса», а также мнение о том, что эстетическая ценность произведения искусства важнее его социально-этической функции. Со своих принципиальных и в основном традиционных эстетических и критических позиций, как «ученый судья», в то время также своего рода литературного учреждения, он считался верховным жрецом и «аятоллой» сербской литературы (П. Палавестра).
Бранко Лазаревич особенно подробно и тщательно написал о личности Богдана Поповича, его характере и отношении к литературе, искусству и жизни в эссе «Богдан Попович».